# Herrschaft Forst
Die Herrschaft Forst war eine Standesherrschaft um die Stadt Forst in der Niederlausitz vom 14. Jahrhundert bis 1945.

## Geschichte
Die Anfänge der Herrschaft sind unklar. Spätestens im 13. Jahrhundert bestand die Siedlung Forst.
1352 wurde Katharina von Ileburg mit der Herrschaft Forst durch den König von Böhmen belehnt. 1380 kaufte Hans von Bieberstein die Herrschaft, 1428 bestätigten die Brüder Ulrich, Wenzel und Friedrich von Bieberstein als Herren von Forst der Stadt ihre Rechte. 1454 wurden sie vom böhmischen König Ladislav I. auch mit Stadt und Herrschaft Pförten belehnt. Seitdem wurden beide Gebiete gemeinsam regiert.
1635 gingen die Herrschaften mit der Niederlausitz unter sächsische Landesherrschaft und wurden in den Gubenischen Kreis eingegliedert.
Nach dem erbenlosen Tod von Ferdinand II. von Bieberstein als letzter seines Stammes 1667 fiel die Herrschaft Forst an Herzog Christian I. von Sachsen-Merseburg als erledigtes Lehen zurück und wurde in das Amt Forst umgewandelt. Die Herrschaft Pförten ging an die Familie von Promnitz. Um 1690 ist für die Herrschaft Forst und Pförten sogar ein eigener Superintendent nachgewiesen.
1746 kaufte der einflussreiche Minister Heinrich Graf von Brühl die Herrschaft Forst und vereinigte sie wieder mit der Herrschaft Pförten. Die Herrschaft Forst wird in mehreren Quellen mit Forsta tituliert.
1815 kamen die Gebiete mit der Niederlausitz an das Königreich Preußen und wurden 1816 in die Kreise Sorau und Guben eingegliedert. Bis 1945 blieb jedoch die Herrschaft Forst-Pförten im Besitz des Adelsgeschlechts von Brühl. Im Bestand des Brandenburgisches Landeshauptarchiv besteht noch eine Akte mit der Bezeichnung Standesherrschaft, hier konkret zur Kohlenabbaugerechtigkeit von Forst-Pförten, 1924 bis 1945. Andere vergleichbare Großbesitzungen und ehemalige Fideikommisse in der Provinz Brandenburg wurden dagegen bereits ab 1928/1936 zu einem Schutzforst oder Familienstiftungen juristisch umgestaltet. Für Forst-Pförten bleibt diese Fragestellung noch offen.
Die Herrschaften Forst und Pförten wurden 1945 durch die Bodenreform in der Sowjetischen Besatzungszone sowie die Vertreibung aus den Gebieten östlich der Oder-Neiße-Linie enteignet.

## Gebiet
Zur Herrschaft gehörten die Stadt Forst, 20 Amts- oder Kammerdörfer und 18 weitere Dörfer.
Amtsdörfer
- Bahren
- Bockuschela
- Buchholz
- Groß Bademäusel
- Groß Deuplitz
- Klein Deuplitz
- Domsdorf
- Erlenholtz
- Eylau
- Alt Forst (Alt Forste)
- Jähnsdorf (Johnsdorf)
- Klein Jamno
- Jocksdorf
- Leeschen
- Mulcknitz
- Namendorf
- Nussdorf
- Radden
- Scheine
- Sacro

## Standesherren bis 1856
- Alois Graf von Brühl (1739–1793), Freier Standesherr, lebt seit 1790 in Pförten, Theaterschriftsteller
- Friedrich August Albert Graf von Brühl (1791–1856), Freier Standesherr, Mitglied des Preußischen Herrenhauses

## Familienfideikommiss Pförten und Forst
- Friedrich-Stephan Graf von Brühl (1819–1893), Freier Standesherr, Fideikommissherr auf Forst[7]
- Friedrich-Franz Johannes Moritz Graf von Brühl (1848–1911), Freier Standesherr, Fideikommissherr auf Forst und Pförten[8]
- Friedrich-Joseph Graf von Brühl (1875–1949), Freier Standesherr auf Forst und Pförten Niederlausitz und weiteren Gütern im Krs. Guben.[9]
- Friedrich-August Franziskus Hubertus Benedikt Johannes von Nep. Graf von Brühl (1913–1981), formell als Erbe Freier Standesherr auf Forst und Pförten, zuletzt aktiver Offizier bei der Bundeswehr